# Guichainville

Guichainville este o comună în departamentul Eure, Franța. În 1 ianuarie 2022 avea o populație de 3.077 de locuitori.